# GB Genjin Collection
GB Genjin Collection (GB原人 コレクション?) es un videojuego recopilatorio de títulos de la saga Bonk. Fue publicado por Hudson Soft para Game Boy en noviembre de 1996, solo en Japón.
El recopilatorio consta de 3 juegos:
- GB Genjin (1992)
- GB Genjin 2 (1994)
- GB Genjin Land (1994)